# Ouran High School Host Club
Ouran High School Host Club (桜蘭高校ホスト部（クラブ） Ōran Kōkō Hosuto Kurabu?) är en manga gjord av Bisco Hatori, som publiceras i Hakusenshas Lala-tidning sedan den 5 augusti 2003. Mangan handlar om Haruhi Fujioka, student på Ouran High School, och de andra medlemmarna av "Host club". Den komiska-romantiska mangan fokuserar på relationerna mellan klubbmedlemmarna och gästerna. Mangan är främst riktad till tjejer. Den har blivit både ljudberättelser och anime, avslutad efter 26 avsnitt.

## Handling
Haruhi Fujioka är student och går på Ouran High School, en prestigefull skola i Bunkyō i Tokyo. Haruhi är inte rik som de andra barnen och har inte råd med skoluniformen som kostar 300 000 yen (cirka 25 290 svenska kronor 2012). Haruhi har kort hår och glasögon som döljer hennes ögon.
När Haruhi letar efter en tyst plats för att kunna studera, går hon av misstag in i det "tredje musikrummet", platsen där skolans värdklubb, "Host Club", arbetar. Klubben består av 6 attraktiva killar, viceordföranden Kyoya Ootori, tredjeårsstudenterna Takashi Morinozuka("Mori") och Mitsukuni Haninozuka ("Honey"), tvillingarna Hikaru Hitachiin och Kaoru Hitachiin samt klubbens skapare och ordförande, Tamaki Suoh. De använder sin tid i klubben till att flörta med och underhålla skolans flickor för pengar. Vid sitt första möte med klubben råkar Haruhi slå sönder en vas, värd åtta miljoner yen (cirka 674 400 kronor).
För att kunna betala sin skuld till klubben tvingas Haruhi att bli deras "hund" och måste regelbundet utföra uppgifter som att servera mat, städa eller handla. När klubbens ordförande Tamaki får se Haruhis vackra ögon bestämmer han sig för att göra henne till en "värd". Hon får möjlighet att betala sin skuld om hon lyckas få hundra flickor att fråga efter henne. De ger henne skolans killuniform, och låter henne sedan flörta med flickorna som hon vill. Haruhi, som inte bryr sig så mycket om utseende eller kön, tvekar när några flickor börjar prata med henne. Men när hon väl börjar prata med dem, förvånas alla medlemmar i klubben över hur bra hon är på att flörta med flickorna, utan att ens anstränga sig det minsta. Egentligen är Haruhis prat bara vanligt, som om hon pratade med några av sina vänner. Men flickorna blir överförtjusta i Haruhi, och hon får snabbt många beundrare.
Medlemmarna i klubben undrar hur hon så lätt kan få tjejer att bli förtjusta i sig, men när hon sedan börjar prata med dem förstår de varför. När hon pratar ler hon ofta, och hennes söta ansikte framhävs. Tamaki berörs speciellt av detta, och påpekar tusentals gånger hur söt hon är. Alla i klubben får veta en efter en att Haruhi är en tjej. Haruhi bry sig inte om de trodde hon var tjej eller kille, utan skrattar och funderar högt på att börja tilltala sig själv "ore" (mer "manligt" jag).
Även sedan Haruhis hemlighet avslöjats för klubben fortsätter hon att vara klubbens värd, skulden står fortfarande fast. Men hon måste dölja sin riktiga identitet för att kunna fortsätta. 